# 孝贞节烈坊
孝贞节烈坊位于安徽省黄山市歙县县城徽城镇新南街应公井巷口，行知小学旧址对面，已列为黄山市文物保护单位。
孝贞节烈坊为徽州府节孝祠总坊，位于徽州府节孝祠对门，由徽州府知府黄曾源主持修建，建于清光绪三十一年（1905年)，是徽州历史上最后一座牌坊。牌坊砖砌，其形制为三楼三间式，高6.6米，横枋上镌刻有“徽州府属孝贞节烈六万五千零七十八名”字样，表彰全徽州府有记载的总计65078名孝妇、贞女（未婚夫死，终身不嫁）、节妇（夫亡不嫁，从一而终）、烈妇（丈夫死后，以死尽节）。
孝贞节烈坊对面的徽州府节孝祠已不存在，1947年开设行知小学，后改为五七小学，再改为教师宿舍。